# 台湾地区

台湾地区（自由地区）を構成する島々とその行政区画

台湾地区（たいわんちく）は、中華民国政府が1955年の大陳島撤退以降も引き続き実効支配している地域を指す、政治的な配慮を伴った法律用語。
自由地区（じゆうちく）とも呼ばれるほか、同義語として台澎金馬（たいほうきんば）があり、国際的に使用されている（詳細は下記参照）。対義語は、中華人民共和国の支配地域を指す中国大陸（ちゅうごくたいりく）あるいは大陸地区（たいりくちく）。

## 範囲
中華民国の法律である「台湾地区と大陸地区の人民関係条例」第2条第1項では、台湾地区を次のように定義している。
| - 第二条（語法の定義） 本条例の語法は以下の如く定義する： 一、台湾地区：台湾、澎湖、金門、馬祖及び政府の統治権が及ぶ場所のその他地区を指す。 二、大陸地区：台湾地区以外の中華民国の領土を指す。 三、（以下省略） |

この定義は、中華民国教育部編纂の国語（標準中国語）辞典である『教育部重編國語辭典修訂本』にも掲載されている。
法律・辞典に書かれた「政府の統治権が及ぶ場所のその他地区」の具体的な範囲としては、中国大陸沿岸にある烏坵島と、南海諸島の島々（東沙諸島、南沙諸島の太平島と中洲島）が該当する。
なお、中華民国が領有権を主張している釣魚台列嶼（尖閣諸島）は、行政区分上台湾省に分類されているものの、日本が実効支配し中華民国の統治権が及んでいないため、定義上「台湾地区」に該当しないとしている。台湾地区の行政区画については、台湾の行政区分を参照のこと。

## 沿革

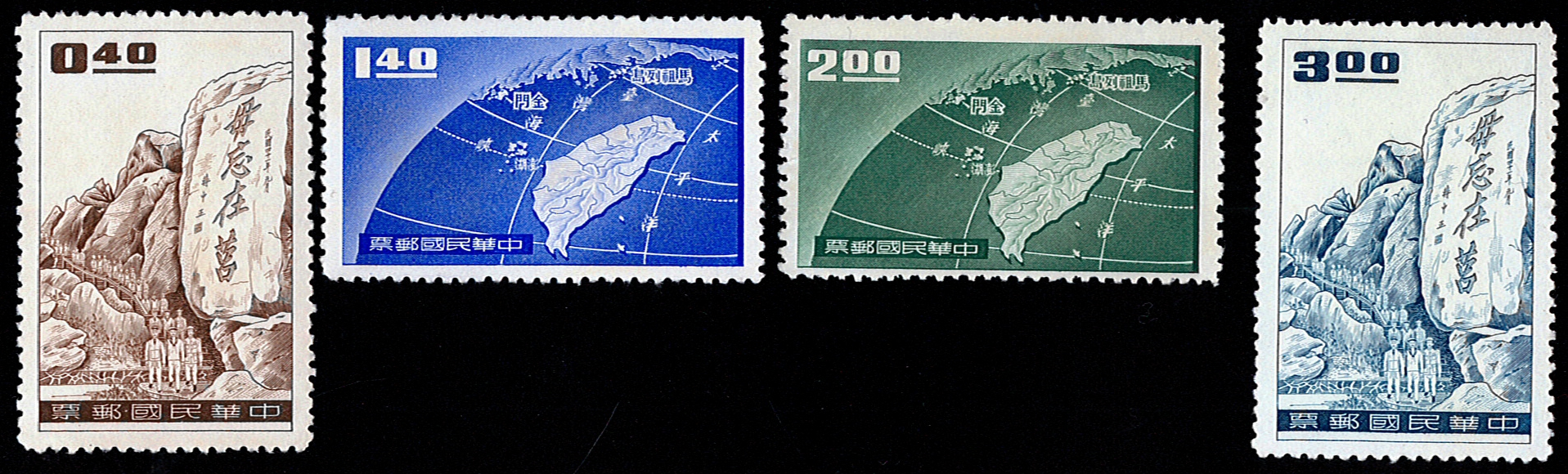
交通部郵政総局（今日の中華郵政）が1957年9月3日に発行した「保衛金馬」（金門・馬祖を守り抜こう）をテーマとした郵便切手。台湾地区全体が描かれている。

1945年10月25日、中国大陸を統治する中華民国国民政府は、第二次世界大戦に敗北した大日本帝国から台湾と澎湖群島を接収（台湾光復）し、台湾省として編入した。しかし、同時期に勃発した第二次国共内戦の結果、中華民国政府は中国大陸の支配地域を相次いで喪失し、1949年4月の首都・南京陥落と共に「中国政府」としての機能を果たせなくなった。中華民国政府は同年12月に中国大陸から台湾に移転したが、遷台後も中華民国は実効支配領域の喪失が止まらず、1955年の大陳島撤退でようやく現在の台湾地区が実効統治範囲として定まった。
中華民国政府を台湾で再組織する際、中華民国の実効支配地域が劇的に縮小したにもかかわらず、蔣介石は基本的に中国大陸も支配していることを前提とした組織づくりを行った。これは、国共内戦が公式には終結していない状況下で、将来的に「反政府組織・共匪（中共）」の「占領地域」（淪陥区）を武力で奪還（大陸反攻）する方針を政府が維持し続けたためで、政府機構のあり方と実効統治区域の乖離状態は一時的なものとして問題視されなかった。その後、アメリカの反対や中華人民共和国の核兵器保有といった情勢の変化を受け、中華民国政府は1972年に大陸反攻の計画を撤廃した。
しかし、1970年代以降も中華民国政府は政府組織の修正を行わなかったため、中華民国では政府組織を運営する上で様々な矛盾が蓄積していき、蔣経国時代の1980年代には民主化と共に理想と現実の矛盾解消を求める声が大きくなっていった。
1988年に総統に就任した李登輝は、中華民国憲法を修正して政府組織を現状の実効統治範囲に適したものへ是正することにした。その際、中華民国政府の実効統治範囲を指す法律上の適切な呼称が今まで無かったため、名目上の中華民国全土とは別に中華民国政府の実効統治区域のみを指す概念として「自由地区」が生み出され、1991年の第1次憲法修正時に初めて法律上の用語として使用された。更に、1992年には自由地区と同じ意味を持つ「台湾地区」が、「台湾地区と大陸地区の人民関係条例」（中国大陸との民間の各種往来について定めた法律）内にて使用された。なお、単に「台湾」としなかったのは、中華人民共和国側から「一つの中国」原則の放棄と受け取られる恐れがあること、また中華民国政府側も、かつて中国国民党が主張した法理独立につながりかねないため、政治色（台湾独立を想起させる表現）を無くす意図があったからである。

## 同義語の使用状況
現在、法律や公文書等で使用される言葉には4種類がある。
- 自由地区 - 中華民国憲法増修条文にて主に使用。
- 台湾地区 - 両岸人民関係条例等、両岸関係を規定する法律で主に使用。また、民間においても比較的通用する。
- 台澎金馬個別関税領域 - 一部の政府文献にて使用[6]される他、国際組織へ加入する際に「中華台北」と同様の中華民国を指す呼称としても使用[注 5]。これは、中華民国実効統治区域の主要な構成要素である台湾本島、澎湖諸島、金門島、馬祖島の頭文字に由来する。
- 台閩地区 - 一部の政府文献にて使用[8]。これは、中華民国の行政区域である台湾省と福建省（「閩」は中華圏で多用される福建省の略称）に由来する。

## 認識の差異
「台湾地区」の概念に対する認識は、政治的・思想的な立場の違いによって差異がある。
- 中華民国：現在の中華民国における二大政治陣営である泛藍連盟と泛緑連盟では解釈が異なっている。
  - 泛藍連盟 - 「一つの中国」は中華民国という発想のもと、憲法第4条が規定する「中華民国固有の領域」内が現状では「中華民国統治区域」と「中共統治区域」の2つに分かれているとみなし、あくまでも「大陸地区」との対比語として使用する。「台湾地区」は中華民国の領土を構成する中国の一地域である。
  - 泛緑連盟 - 中華民国と中華人民共和国は一辺一国の関係という発想のもと、中華民国の領土は総統や立法院議員を選出する中華民国政府の実効統治区域（いわゆる台湾）のみとみなし、台湾をあえて「地区」付けで呼ぶ行為を台湾を軽視・矮小化する行為として否定的にみる。「台湾地区」は即ち台湾であり、中華民国そのものである。
- 中華人民共和国：「一つの中国」は中華人民共和国という発想のもと、中華人民共和国成立後の中華民国政府を非合法な存在とみなし、中国共産党率いる統一戦線が「人民解放戦争」勝利後も国民党蔣介石派[注 6]の残党勢力から「解放」できていない地域として使用する。「台湾地区」は中華人民共和国の領土を構成する中国の一地域である。